# Andrew Albicy
Andrew Albicy (Sèvres, 21 de março de 1990) é um basquetebolista profissional francês que atualmente joga pelo MoraBanc Andorra. O atleta que possui 1,76m de altura, atua como armador e tem carreira profissional desde 2008.

## Ligações Externas
- Andrew Albicy no X